# 泰恩瘦波魚
泰恩瘦波魚（学名：Leptocypris taiaensis）为輻鰭魚綱鯉形目鲤科瘦波魚屬的其中一種，被IUCN列為次級保育類動物，分布於非洲獅子山，體長可達11.2公分，棲息在底層水域。

## 扩展阅读
維基物種上的相關：泰恩瘦波魚